# روي إشيروود
روي إشيروود (بالإنجليزية: Roy Isherwood)‏ هو لاعب كرة قدم بريطاني في مركز نصف الجناح، ولد في 24 يناير 1934 في بلاكبرن في المملكة المتحدة. لعب مع نادي ألترينتشام.